# Neurophyseta arcuatalis
Neurophyseta arcuatalis là một loài bướm đêm trong họ Crambidae.